# 初梅 (駆逐艦)
初梅（はつうめ）は日本海軍の駆逐艦。仮称4815号艦、橘型（改松型）駆逐艦14番艦として舞鶴海軍工廠で建造され、日本海軍駆逐艦の中で最後の竣工となった。
艦名は「その年初めて開いた梅、また、咲いてまもない梅の花」のこと。

## 艦歴
竣工後はそのまま舞鶴で訓練、待機し、6月28日舞鶴付近で敵機の攻撃を受け損傷した。7月30日、小浜湾で触雷し着底した「榎」の救援中、3回にわたり空襲を受け損傷、そのまま舞鶴で終戦を迎えた。10月5日除籍。
12月1日特別輸送艦に指定され、復員輸送に従事。
パガン島に残っていた守備隊（独立混成第9連隊）などを本土に復員させた。
その後、賠償艦として1947年（昭和22年）7月6日に、上海で中華民国に駆逐艦「雪風」などとともに引渡され、「接三号」と仮命名された後、「信陽（シンヤン）」と正式に命名された。艦番号は「DD-15」。
「信陽」は艦の状態がよく、日本軍が残した12センチ砲2門、2.5インチ砲三門、40ミリ機銃2門、20ミリ機銃4基などで再武装して中華民国海軍海防第一艦隊に編入された。国共内戦中の1949年（昭和24年）4月22日に「逸仙」や「営口」（旧67号海防艦）などとともに共産党軍包囲下の南京を脱出、途中で共産党軍の砲撃により「威海」（旧海防艦194号）が脱落するも上海ついで台湾に到着。「信陽」の修理の際には、状態が悪く早期に解体された同型艦「華陽」（旧「蔦」）の部品が流用された。1955年（昭和30年）にはアメリカ製の5インチ単装砲2門、40ミリ単装機銃7門、20ミリ機銃6基などアメリカ海軍制式の兵装に換装された。1956年から1957年までは南巡支隊に所属し、金門島を巡る小競り合いに際して哨戒などの任務に就き、中共艦艇とたびたび交戦した。金門砲戦の際には台湾海峡の警備哨戒に従事した。「信陽」は1961年（昭和36年）12月1日に除籍され解体された。

## 歴代艦長
※『艦長たちの軍艦史』372頁による。
艤装員長
1. 澤岡信男 大尉：1945年4月30日 -

駆逐艦長
1. 澤岡信男 大尉[注釈 1]